# Federigo Fiorillo
Federigo Fiorillo (ochrzcz. 1 czerwca 1755 w Brunszwiku, zm. po 1822 w Londynie) – włoski kompozytor i skrzypek.

## Życiorys
Syn i uczeń kompozytora Ignazia Fiorillego. O jego życiu niewiele wiadomo. Podróżował po Europie, koncertując jako skrzypek i mandolinista, w 1777 roku wystąpił w Petersburgu, na przełomie 1780 i 1781 roku przebywał w Polsce. W latach 1782–1784 pełnił funkcję kapelmistrza orkiestry teatralnej w Rydze. W 1785 roku gościł w Paryżu, gdzie zagrał w ramach Concert Spirituel. Między 1788 a 1794 rokiem przebywał w Londynie, gdzie był członkiem kwartetu Johanna Petera Salomona. 
Komponował sinfonie koncertujące, koncerty skrzypcowe, kwintety, kwartety, tria i dua na instrumenty smyczkowe lub instrumenty smyczkowe i dęte, sonaty na skrzypce i fortepian, utwory klawesynowe. Opublikował wielokrotnie wznawiany zbiór Étude pour le violon formant 36 caprices, mający dużą wartość pedagogiczną.